# Guylaine St-Onge
Pour les articles homonymes, voir St-Onge.
Guylaine St-Onge (Saint-Eustache, 1965 - Toronto (Canada), 3 mars 2005) est une actrice québécoise.

## Biographie
Après avoir travaillé comme mannequin et danseuse, elle fait ses débuts à la télévision à la fin des années 1980. Elle alterne sa carrière entre télévision et cinéma.
Elle a tenu des rôles récurrents dans des séries comme Mont-Royal, Fast Track et Invasion planète Terre.
Au cinéma, elle est notamment apparue dans Angel Eyes et dans Highwaymen : La Poursuite infernale (Highwaymen).
Elle décède d'une tumeur au cerveau le 3 mars 2005.

## Filmographie

### Cinéma
- 1991 : Montréal vu par… : La jeune fille
- 1993 : Operation Golden Phoenix : Princess Angelique
- 1995 : No Exit : Carmel Stoneman
- 2000 : Full Frontal : Luba / Romans wife / agent
- 2001 : Angel Eyes de Luis Mandoki : Annie Lambert
- 2001 : Dead by Monday : Irene Hutchins
- 2002 : Jeu sans issue (One Way Out) (vidéo) : Evans Farrow
- 2004 : Highwaymen : La Poursuite infernale (Highwaymen) : Olivia Cray

### Télévision
- 1986 : Lance et compte (série télévisée) (2 épisodes) : Guylaine
- 1988 : Mont-Royal (Mount Royal) (série télévisée) (16 épisodes) : Stéphanie Valeur
- 1988 : War of the Worlds (série télévisée) (1 épisode) : Beth
- 1989 : Alfred Hitchcock présente (série télévisée) (1 épisode) : Tanya Verushka
- 1989 :  Le Voyageur (série télévisée) (1 épisode) : Alexandra
- 1990 : Le ranch de l'espoir (série télévisée) (1 épisode) : Gabrielle
- 1991-1992 : Lightning Force (série télévisée) : Marie Joan Jacquard
- 1992 : Force de frappe (série télévisée) (1 épisode) : Dorn
- 1995 : Kung Fu, la légende continue (série télévisée) (1 épisode) : Natalie
- 1995 : Side Effects (série télévisée) (1 épisode) : Veronica Grant
- 1995-1996 : Lonesome Dove: The Outlaw Years (série télévisée) : Florie
- 1997 : Psi Factor, chroniques du paranormal (série télévisée) (1 épisode) : Bailey Veloz
- 1997 : The Newsroom (série télévisée) (1 épisode) : Lise Leger
- 1997 : Au-delà du réel : L'aventure continue(série télévisée) (1 épisode) : Dr. Helene Dufour
- 1997 : Fast Track (Fast Track) (série télévisée) (23 épisodes) : Nicole Chandler
- 1999 : Foolish Heart (série télévisée) (1 épisode) : Bridgette
- 1999 :  Nikita (série télévisée) (1 épisode) : Caroline
- 2000 : Code Eternity (série télévisée) (1 épisode) : Nathalie Recarrier
- 2000 : Virtual Mom (Téléfilm) : Anne-Marie
- 2001 : Largo Winch (Largo Winch: The Heir) (Téléfilm) : Isaa
- 2001-2002 : Invasion planète Terre (Earth:Final Conflict) (série télévisée) : Juda
- 2002 : Mutant X (série télévisée) (1 épisode) : Danielle Hartman
- 2002 : Un jour de chance (Lucky Day) (Téléfilm) : Sandra Keele
- 2003 : Year of the Lion (Téléfilm)
- 2003 : Contamination mortelle (Do or Die) (Téléfilm) : Iona